# Liste der Bodendenkmale in Spreewaldheide
Die Liste der Bodendenkmale in Spreewaldheide enthält alle Bodendenkmale der brandenburgischen Gemeinde Spreewaldheide und ihrer Ortsteile. Grundlage ist die Veröffentlichung der Landesdenkmalliste mit dem Stand vom 31. Dezember 2020. Die Baudenkmale sind in der Liste der Baudenkmale in Spreewaldheide aufgeführt.
|   | Gemarkung     | Flur | Kurzansprache                                                                                 | Bodendenkmalnummer | Bemerkung | Bild |
| - | ------------- | ---- | --------------------------------------------------------------------------------------------- | ------------------ | --------- | ---- |
| 1 | Butzen (Lage) | 3    | Münzfund Neuzeit, Dorfkern Neuzeit, Dorfkern deutsches Mittelalter                            | 12812              |           |      |
| 2 | Waldow (Lage) | 3    | Produktionsstätte Eisenzeit, Produktionsstätte römische Kaiserzeit, Militaria Neuzeit         | 10114              |           |      |
| 3 | Waldow (Lage) | 3    | Dorfkern deutsches Mittelalter, Dorfkern Neuzeit, Kirche deutsches Mittelalter, Mühle Neuzeit | 10817              |           |      |